# Fritz Julius Kuhn

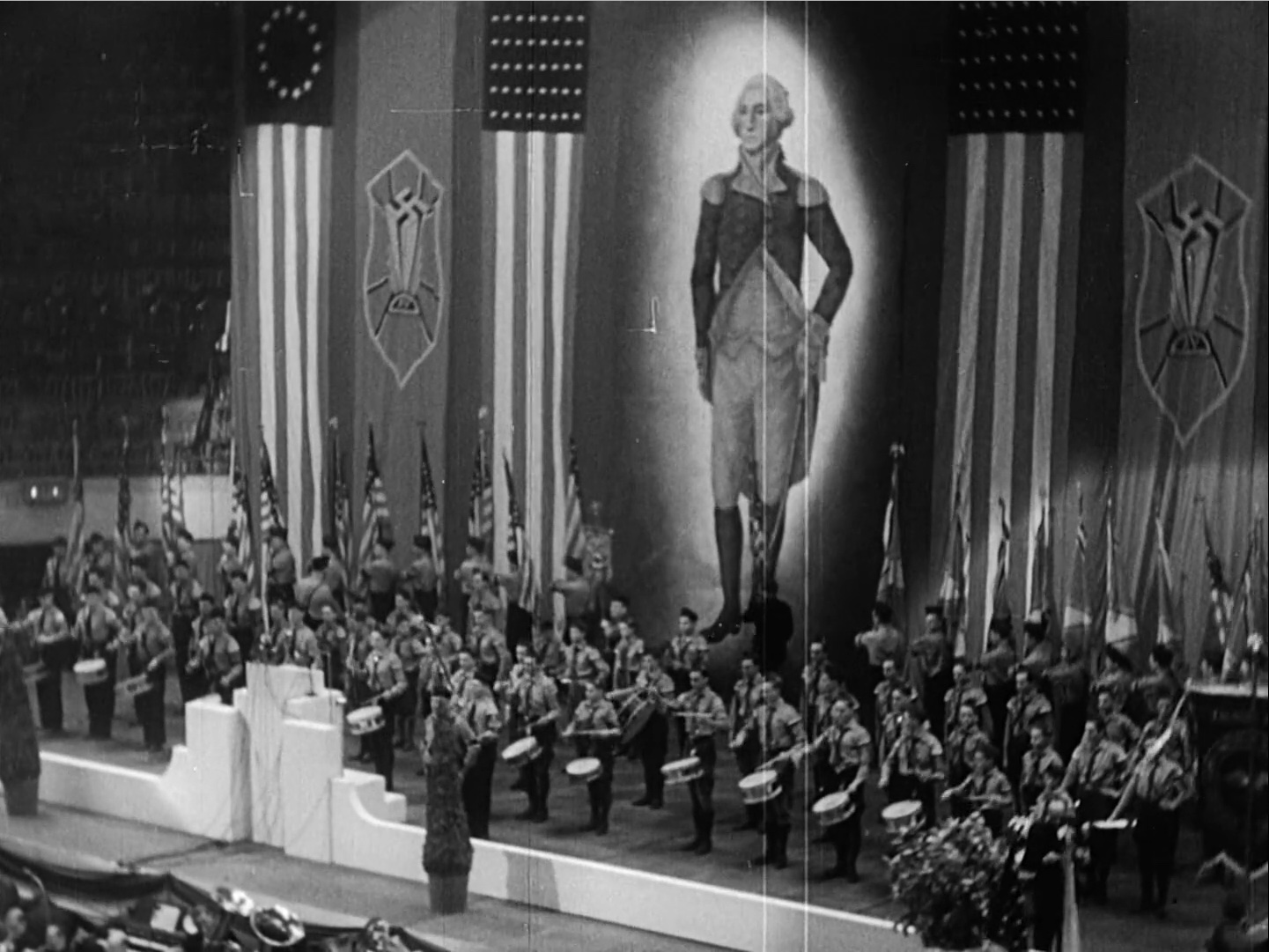
Mitin en el Madison Square Garden, 1939

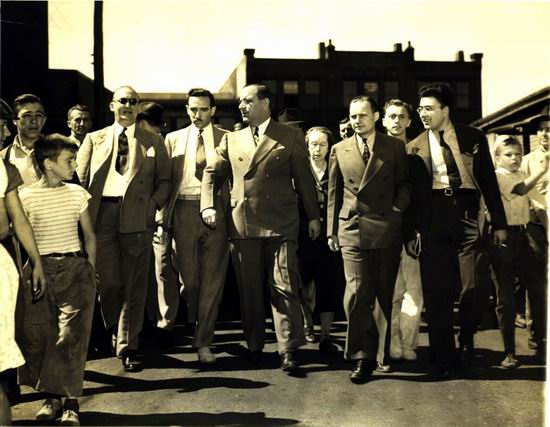
Kuhn después de salir de palacio de justicia en Webster, Massachusetts, 1939

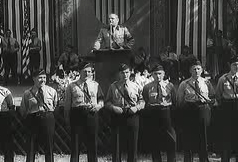
Kuhn hablando en el "Bund"-camp-rally

Fritz Julius Kuhn (Múnich, 15 de mayo de 1896 - ibídem, 14 de diciembre de 1951) fue un activista antisemita nazi, líder de la organización German American Bund en la década de 1930. 
Kuhn nació en Múnich, siendo sus padres Georg Kuhn y Julia Jutyna Beuth. Durante la Primera Guerra Mundial luchó en el ejército alemán como oficial de infantería con el grado de teniente. Tras el fin de la guerra, se graduó en química en la Universidad Técnica de Múnich, especializándose en ingeniería química. Emigró a México y de ahí a los Estados Unidos, donde obtuvo la ciudadanía estadounidense por naturalización. En 1937 se convirtió en jefe del German American Bund, organización antisemita y pronazi.

## German American Bund
Un comité del Congreso encabezado por Samuel Dickstein concluyó que la organización "Friends of New Germany" (Amigos de la Nueva Alemania) apoyaba una rama del Partido Nazi del dictador alemán Adolf Hitler en los Estados Unidos, con lo cual se disolvieron. Sin embargo, en marzo de 1936, el German American Bund se estableció en Buffalo como una organización de seguimiento. El Bund eligió al ciudadano estadounidense de origen alemán Kuhn como su líder.
Fritz Kuhn nazificó sin disimulo la organización. Los miembros vestían uniforme militar, se estableció una disciplina estricta, se adoptó nueva símbología y se organizaron los campamentos de verano para jóvenes. El Bund se fue expandiendo por todo el país, aunque su principal fuerza siempre estuvo en el Medio Oeste.
En el año 1939 fue el gran auge de la organización y también el primero de su caída en desgracia. En febrero se celebró un mitin en el Madison Square Garden de Nueva York, al que acudieron unas 22.000 personas. En el mismo, Kuhn acusó a Roosevelt de ser parte de una conspiración bolchevique-judía, mientras fuera del recinto se producían disturbios entre la policía, miembros militarizados del Bund y comunistas que querían boicotear el acto.
Kuhn, aunque describió al Bund como "simpatizante del gobierno de Hitler", negó que la organización recibiera dinero o recibiera órdenes del gobierno de Alemania. Kuhn también negó que el Bund tuviera alguna agenda para introducir el fascismo en los Estados Unidos.
Kuhn reclutó a miles de estadounidenses utilizando propaganda antisemita, anticomunista, proalemana y proestadounidense. Una de sus primeras tareas fue planificar un viaje a Alemania con 50 de sus seguidores estadounidenses. El propósito era estar en presencia de Hitler y presenciar personalmente el nazismo en la práctica.
En ese momento, Alemania se preparaba para albergar los Juegos Olímpicos de 1936. Kuhn anticipó una cálida bienvenida de Adolf Hitler, pero el encuentro fue una decepción.
A medida que su perfil creció, también lo hizo la tensión en su contra. No solo los judíos-estadounidenses, sino también los germano-estadounidenses que no querían asociarse con los nazis, protestaron contra el Bund.
Sin desanimarse, el 20 de febrero de 1939, Kuhn celebró el mitin más grande y publicitado en la historia del Bund en el Madison Square Garden de la ciudad de Nueva York. Unas 20.000 personas asistieron y escucharon a Kuhn burlarse del presidente Franklin D. Roosevelt como "Frank D. Rosenfeld", llamando a su New Deal "Jew Deal" y denunciando lo que llamó liderazgo bolchevique-judío estadounidense. Kuhn también declaró: "El Bund está luchando hombro con hombro con los estadounidenses patriotas para proteger a Estados Unidos de una raza que no es la raza estadounidense, que ni siquiera es una raza blanca... Los judíos son enemigos de los Estados Unidos". Lo más impactante fue el estallido de violencia entre las tropas de asalto del Bund y miles de manifestantes enojados en las calles. Durante el discurso de Kuhn, un manifestante judío, Isadore Greenbaum, subió al escenario y tuvo que ser rescatado por la policía después de que las tropas de asalto lo golpearan y desnudaran.

## Condena Penal
En 1939 el alcalde de la ciudad de Nueva York, Fiorello La Guardia, ordenó a la ciudad que investigara los impuestos del Bund. Encontró que Kuhn había malversado más de $ 14.000 de la organización, gastando parte del dinero en una amante. El fiscal de distrito Thomas E. Dewey emitió una acusación y logró una condena contra Kuhn. El 5 de diciembre de 1939, Kuhn fue condenado de dos años y medio a cinco años de prisión por evasión de impuestos y malversación de fondos. A pesar de esto, los seguidores del Bund continuaron teniendo a Kuhn en alta estima, en línea con el Führerprinzip nazi, que otorga al líder poder absoluto.

## Encarcelamiento y deportación
La ciudadanía de Kuhn fue revocada el 1 de junio de 1943 mientras estaba en la prisión de Sing Sing, debido a que se había obtenido de manera fraudulenta como lo demuestra su actividad continua como agente extranjero y persona con lealtad incluyendo juramentos de servicio militar hacia Alemania y el Partido Nazi. Tras su liberación después de pasar 43 meses en prisión, Kuhn fue arrestado nuevamente el 21 de junio de 1943 como agente enemigo e internado por el gobierno federal en un campamento en Crystal City, Texas. Después de la guerra, Kuhn fue enviado a Ellis Island y deportado a Alemania el 15 de septiembre de 1945. A su llegada a Alemania, quiso volver a los Estados Unidos, pero trabajó como hombre libre durante más de dos años como químico industrial en una pequeña fábrica de productos químicos en Munich. Las autoridades alemanas decidieron entonces que podía ser juzgado bajo las leyes de desnazificación de Alemania y fue encarcelado en julio de 1947.

## Vida posterior
Recluido en el campo de internamiento en Dachau, en espera de juicio ante un tribunal de desnazificación alemán bávaro, escapó el 4 de febrero de 1948, pero fue recapturado el 15 de junio en la ciudad de la zona francesa de Bernkastel, cerca de Trier. Se enfrentó a una sentencia de diez años de trabajos forzados, después de haber sido declarado culpable en ausencia en un juicio de cinco horas el 20 de abril. El juicio se llevó a cabo en su totalidad mediante la presentación de documentos que pretendían demostrar que Kuhn tenía vínculos estrechos con el Tercer Reich alemán de Hitler y que había tratado de trasplantar su ideología a los Estados Unidos". Nunca se ha explicado oficialmente cómo escapó Kuhn, aunque hubo una investigación y el director del campo, Anton Zirngibl, fue despedido. Kuhn dijo a los periodistas: "La puerta estaba abierta, así que pasé". Kuhn dijo el 17 de junio que consideraba injusta la sentencia de diez años como un "importante delincuente nazi" y que tenía la intención de apelarla.
Kuhn fue liberado poco antes de su muerte.

## Fallecimiento
Kuhn murió por causas desconocidas el 14 de diciembre de 1951 en Munich, Alemania. El obituario del New York Times dijo que murió "como un químico pobre y oscuro", sin reconocimiento.